# Kaoh Kong Airport
Kaoh Kong Airport är en flygplats i Kambodja.   Den ligger i provinsen Koh Kong, i den sydvästra delen av landet, 210 km väster om huvudstaden Phnom Penh. Kaoh Kong Airport ligger 8 meter över havet.
Terrängen runt Kaoh Kong Airport är platt åt sydväst, men åt nordost är den kuperad. Runt Kaoh Kong Airport är det ganska glesbefolkat, med 27 invånare per kvadratkilometer. Närmaste större samhälle är Koh Kong, 1,5 km väster om Kaoh Kong Airport. Trakten runt Kaoh Kong Airport består huvudsakligen av våtmarker.